# Mikkel Boe Følsgaard
Mikkel Boe Følsgaard (Rønne, 1 mei 1984) is een Deense acteur. Hij is bekend voor zijn rollen in En kongelig affære, The Rain, Arvingerne en Borgen IV.

## Carrière
Følsgaard werd geboren op het eiland Bornholm; zijn familie verhuisde naar Gilleleje toen hij zes jaar was. Hij werd tot acteur opgeleid op Statens Teaterskole, maar al vanaf zijn tiende jaar speelde hij toneel. Hij kreeg voor zijn rol van koning Christiaan VII van Denemarken in de Deense film En kongelig affære de Bodil voor beste mannelijke acteur. Hij speelde ook Emil Grønnegaard, een van de hoofdrollen in de serie Arvingerne (The Legacy).

## Filmografie

### Film
| Jaar | Titel                      | Rol                  | Opmerkingen |
| ---- | -------------------------- | -------------------- | ----------- |
| 2012 | En kongelig affære         | Koning Christian VII |             |
| 2013 | Kvinden i buret            | Uffe Lynggaard       |             |
| 2014 | Rosita                     | Johannes             |             |
| 2015 | Sommeren 92                | Kim Vilfort          |             |
| 2015 | Under sandet               | Lt. Ebbe Jensen      |             |
| 2015 | De Standhaftige            | Thomas Ingerslev     |             |
| 2020 | En helt almindelig familie | Thomas, Agnete       |             |
| 2023 | Superposition              | Teit                 |             |
| 2024 | Den svenska torpeden       | Henry                |             |

### Televisie
| Jaar | Titel          | Rol                   | Opmerking                        |
| ---- | -------------- | --------------------- | -------------------------------- |
| 1997 | Bryggeren      | Carl                  | Aflevering 6                     |
| 2011 | Den som dræber | Oleg                  | Aflevering: Øje for øje, deel 1  |
| 2013 | Dicte          | Cato Vinding          | Aflevering: Vold og magt, deel 2 |
| 2014 | Arvingerne     | Emil Grønnegaard      | Aflevering 1-17                  |
|      | The Rain       | Martin                | aflevering 1-8                   |
| 2021 | Kastanjemanden | Mark Hess             | aflevering 1-6                   |
| 2022 | Borgen         | Asger Holm Kirkegaard | aflevering 31-38 (seizoen 4)     |

- Bibsys: 13006700
- Biblioteca Nacional de España: XX5453437
- Bibliothèque nationale de France: cb16688818w (data)
- Catàleg d'autoritats de noms i títols de Catalunya: 981058528760206706
- Gemeinsame Normdatei: 1043679340
- International Standard Name Identifier: 0000 0004 0920 4907
- Library of Congress Control Number: no2013035604
- Nationale Bibliotheek van Israël: 987007410597805171
- Nederlandse Thesaurus van Auteursnamen: 356392279
- Système universitaire de documentation: 169595315
- Virtual International Authority File: 302573223
- WorldCat: E39PBJkdkgRm3WfJpDdvjgFHYP